# Teoria Londonów
Teoria Londonów – pierwszy teoretyczny opis zjawiska nadprzewodnictwa zaproponowany w 1934 r. przez braci Fritza i Heinza Londonów. Ich publikacja na ten temat ukazała się w 1935 r.
Teoria ta wyjaśniała zanik oporu elektrycznego oraz odkryte parę lat wcześniej zjawisko Meissnera. Umożliwiła również wyprowadzenie zależności opisującej głębokość wnikania pola magnetycznego w nadprzewodniki.

## Pierwsze równanie Londonów
{\displaystyle {\frac {dJ}{dt}}={\frac {n_{s}\cdot e^{2}}{m}}\cdot E,}
gdzie:
{\displaystyle J} – gęstość prądu [A/m²],
{\displaystyle n_{s}} – gęstość nadprzewodzących nośników prądu,
{\displaystyle e} – ładunek elektryczny [C],
{\displaystyle m} – masa nośników prądu nadprzewodzącego [g],
{\displaystyle E} – natężenie pola elektrycznego [N/C].
Powyższe równanie wiąże prędkość narastania gęstości prądu dJ/dt z natężeniem pola elektrycznego E. Wzrost natężenia prądu w tym modelu matematycznym jest nieograniczony i proporcjonalny do natężenia pola elektrycznego. Równoznaczne jest to z brakiem jakiegokolwiek mechanizmu rozpraszania nośników prądu.

## Drugie równanie Londonów
{\displaystyle \nabla \times J=-{\frac {n_{s}\cdot e^{2}}{mc}}\cdot B,}
gdzie:
{\displaystyle B} – indukcja pola magnetycznego [T],
{\displaystyle c} – prędkość światła w próżni [m/s].
Równanie jest słuszne tylko dla nadprzewodników (nie można nim opisać innych idealnych przewodników). Opisuje wir prądu istniejący w nadprzewodniku wokół stałego w czasie pola magnetycznego. Jest to zjawisko odwrotne do zjawiska Ampère’a. Wokół pola magnetycznego płynie bez strat wirujący prąd elektryczny. Umożliwia to poprawne opisanie zjawiska Meissnera. Różne od zera prądy i pole magnetyczne mogą występować tylko w przypowierzchniowej warstwie nadprzewodnika.
{\displaystyle B=B(0)\exp \left(-{\frac {x}{\lambda _{L}}}\right),}
gdzie:
{\displaystyle B(0)} – indukcja pola magnetycznego zewnętrznego,
{\displaystyle x} – głębokość wnikania,
{\displaystyle \lambda _{L}} – londonowska głębokość wnikania (miara wnikania pola magnetycznego w nadprzewodnik).
Londonowska głębokość wnikania informuje na jakiej głębokości wartość pola B maleje eksponencjalnie od wartości na powierzchni nadprzewodnika. Opisuje ją poniższy model matematyczny:
{\displaystyle \lambda _{L}={\sqrt {\frac {m}{\mu _{0}\cdot n_{s}\cdot e^{2}}}},}
gdzie:
{\displaystyle \mu _{0}} – przenikalność magnetyczna w próżni.
Im większa jest gęstość nośników nadprzewodzącego prądu, tym mniejsza jest londonowska głębokość wnikania. Istnieje mocna korelacja między wzrostem gęstości nośników prądu a obniżaniem temperatury poniżej Tc (temperatura krytyczna nadprzewodnika), toteż {\displaystyle \lambda _{L}} mocno zależy od tego parametru. Tę zależność opisuje doświadczalne równanie:
{\displaystyle \lambda _{L}(T)=\lambda _{L}(0)\cdot \left(1-\left({\frac {T}{T_{c}}}\right)^{4}\right)^{-{\frac {1}{2}}}.}
Za pomocą teorii Londonów można opisać modyfikowanie parametrów nadprzewodników uzyskiwane przed dobór odpowiednich warunków geometrycznych. W celu zniszczenia nadprzewodnictwa w cienkiej warstwie należy przyłożyć dużo silniejsze pole magnetyczne niż w przypadku próbki o znacznej grubości. Zmniejszając grubość warstwy, zwiększamy pole krytyczne i prąd krytyczny w kierunku równoległym.